# Vasmarok
A Vasmarok (黃飛鴻之鐵雞鬥蜈蚣, Chi tit gai dau neung gung) egy 1993-ban készült wire-fu harcművészeti film Jet Livel a főszerepben, aki ismét Vóng Fej-hungot alakítja. A koreográfiát Jűn Vó-pheng készítette. Angolul több címen is megjelent (Deadly China Hero, Last Hero in China, Claws of Steel), magyarul pedig Acélkarmok címmel is ismert. A film a Kínai történet Vóng Fej-hungjához képest egy kevésbé komoly, sokkal könnyedebb hangvétellel ábrázolja a szereplőt.

## Történet
|  | Alább a cselekmény részletei következnek! |

Fei-hung iskolájában annyian tanulnak már, hogy nem férnek el az edzőteremben és az épület tulajdonosa még a bérleti díjat is megháromszorozza. A mester így költözni kényszerül, tudtán kívül egy bordélyház mellé, ahol a szép hölgyek mindhiába próbálják meg elcsábítani az erkölcsös Fej-hungot. Közben a falu leányai egyre-másra tűnnek el rejtélyes körülmények között. Fej-hung egyik tanítványa rájön, hogy a lányok emberkereskedők markába kerültek, akik egy templomban, szerzeteseknek álcázva művelik gonosz dolgaikat. Kiderül, hogy az új rendőrfőnök maga is benne van a dologban, ráadásul a bokszerlázadás egyik résztvevője, aki el akarja rabolni az egyik befolyásos külföldit, miközben Fej-hung jó hírnevét is igyekszik tönkretenni, majd megmérgezi a harcművészt, aki ideiglenesen elveszti a hallását. Fej-hungnak végül meg kell küzdenie a rendőrfőnökkel és megmentenie a külföldi kereskedőt, kiszabadítania a lányokat és megvédenie a becsületét is.
A végső csata folyamán Jet Li egy tőle ritkán látott harcművészeti stílusban verekszik, a Jackie Chan védjegyévé vált „részeges kungfut” alkalmazza.